# Портнов Олександр Сталійович
Портнов Олександр Сталійович (17 вересня 1961) — радянський стрибун у воду.
Олімпійський чемпіон 1980 року, учасник 1988 року.